# 金线兰
金线兰（学名：Anoectochilus roxburghii），又稱金線連、金線蓮、金絲草、烏蔘，为兰科开唇兰属下的一个植物变种。
种名roxbughii为纪念18世纪苏格兰植物学家William Roxburgh而命名。